# Biała Piska (przystanek kolejowy)
Biała Piska – przystanek osobowy, a dawniej stacja kolejowa w Białej Piskiej, w województwie warmińsko-mazurskim, w Polsce.

## Ruch pasażerski
| Rok  | Wymiana pasażerska na dobę |
| ---- | -------------------------- |
| 2017 | 10-19                      |
| 2022 | 50-99                      |

1 lipca 2010 roku, po ponad 10 latach przywrócono ruch pasażerski pociągów.
28 lutego 2017 roku Rada Miejska w Białej Piskiej podjęła uchwałę w sprawie wyrażenia pozytywnej opinii dotyczącej zmiany nazwy przystanku z Biała koło Piszu na Biała Piska. Zmiana została wprowadzona wraz z wejściem w życie korekty do rozkładu jazdy pociągów 2019/2020 w dniu 9 czerwca 2019 roku. Poprzednia nazwa obarczona była błędem językowym – niewłaściwą fleksją.
W ramach prac modernizacyjnych wybudowano jednokrawędziowy peron, zlokalizowany bliżej przejazdu kolejowo-drogowego, rozebrano tory główne dodatkowe i boczne, oraz część budynków i budowli.

## Połączenia
Poniżej podane tylko połączenia z ośrodkami miejskimi. Przystanek posiada ponadto połączenie z szeregiem miejscowości w województwie warmińsko-mazurskim. Wytłuszczeniem zaznaczono stacje docelowe.
- Ełk, Ełk Szyba Zachód,
- Olsztyn Główny,
- Pisz,
- Ruciane-Nida,
- Szczytno.

W rozkładzie jazdy pociągów 2019/2020, od lipca 2020 roku założono postoje pociągów PKP Intercity SA w relacjach docelowych do stacji: Białystok, Gdynia Główna i Szczecin Główny.

## Dawna infrastruktura stacji
Stacja posiadała rozbudowaną infrastrukturę, w skład której wchodziły:
- tor główny zasadniczy, tory główne dodatkowe, tory boczne,
- dworzec,
- dwa perony,
- megafon stacyjny,
- dwie rampy boczne (jedna częściowo kryta),
- plac ładunkowy,
- budynek mieszkalny,
- ustęp,
- magazyn,
- ekspedycja kolejowa,
- szczelina przeciwlotnicza,
- nastawnia dysponująca „BU” (sygnalizacja kształtowa, urządzenia ręczne i scentralizowane),
- nastawnia wykonawcza „BU1” (sygnalizacja kształtowa, urządzenia ręczne i scentralizowane),
- przejazd kolejowo-drogowy z zaporami,
- wieża ciśnień,
- żuraw do napełniania wodą,
- lokomotywownia jednostanowiskowa,

Zespół stacji kolejowej, dworzec figurują w gminnej ewidencji zabytków.